# Thập niên 70 TCN
Thập niên 70 TCN hay thập kỷ 70 TCN chỉ đến những năm từ 70 TCN đến 79 TCN.